# 桜井ジャンクション
桜井ジャンクション（さくらいジャンクション）は、山梨県甲府市で事業中の新山梨環状道路と甲府山梨道路のジャンクション｡

## 概要
2022年現在､甲府山梨道路のみが開通し、西関東連絡道路桜井ランプとして供用されている。新山梨環状道路北部区間の広瀬ランプ-当ジャンクション間（約2.0 km）が2016年度（平成28年）に事業化されている。

## 構造
甲府山梨道と一般道が接続するこの交差点は､現在､市道と接続し､甲府山梨道の上り線は、この交差点を跨いでいる。環状道路東部区間方面と甲府山梨道を接続するランプが事業中である。甲府山梨道から甲府中心方面に向かう車輛の渋滞を防ぐための暫定的な措置として、十郎橋交差点の容量増加の工事が行われた。

## 接続
- 地域高規格道路
  - 新山梨環状道路東部区間
  - 新山梨環状道路北部区間
  - 甲府山梨道路（桜井JCT起点）